# 298 a. C.
El año 298 a. C. fue un año del calendario romano prejuliano. En el Imperio romano se conocía como el Año 456 Ab urbe condita. 

## Acontecimientos
- Inicio de la tercera guerra samnita entre la República romana y una coalición de samnitas, etruscos, celtas, sabinos, lucanos y umbros.
- Tolomeo I, rey de Egipto, construye un centro de investigación que alberga la famosa biblioteca de Alejandría.[1]

## Fallecimientos
- Casandro de Macedonia (posiblemente)